# Khaganat ouïgour
744–848
Entités précédentes :
- Göktürks

Entités suivantes :
- Khaganat kirghize du Ienisseï
- Royaume ouïghour de Qocho
- Ouïgours de Ganzhou
- Qarakhanides

Le khaganat ouïgour, également orthographié khaganat ouïghour ou khaganat uigur (en vieux turc : 𐰆𐰖𐰍𐰆𐰺 ; en mongol cyrillique : Уйгурын хаант улс ; en chinois simplifié : 回鹘汗国 ; chinois traditionnel : 回鶻汗国 ; pinyin : huígǔ hánguó ou  回纥 / 回紇, huíhé) désigne la période de domination des Ouïghours sur un territoire centré sur l'actuelle Mongolie de 744 à 848. Ils y ont établi un empire, appelé khaganat, qui est un terme propre aux peuples turco-mongols.
Il couvrait une vaste étendue de 3,1 millions de kilomètres carrés et a été érigé par Qutlugh Bilge Köl. Sa capitale était Ordu-Baliq, tandis que la foi dominante du Khaganat était le manichéisme.
L'empire se termine avec les invasions kirghizes et la fuite vers des territoires de leurs alliés chinois correspondant aujourd'hui au Xinjiang et au Gansu.

## Histoire

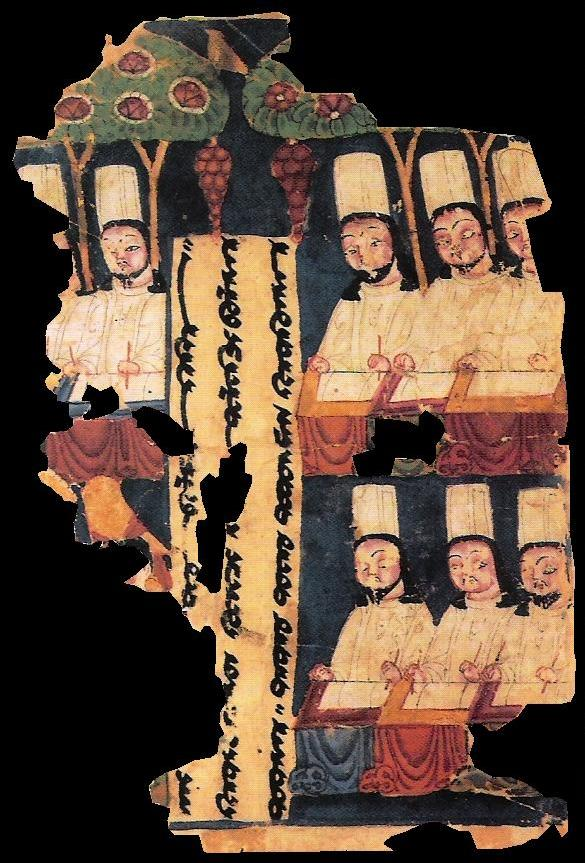
Manuscrit manichéen ouïghour retrouvé à Qocho, royaume ouïghour de Qocho, après la fin du khaganat

En 744, les Ouïghours de la Toquz Oghuz sortirent victorieux du conflit qui les opposait au second khaganat Göktürk. Ils détruisirent l'état turc et leur chef se proclama Khagan.

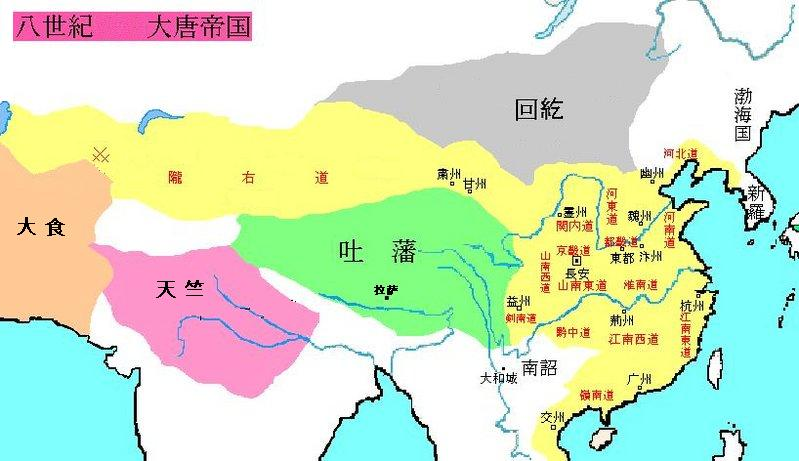
Le Khaganat en gris (回紇) en 750

En 755, des troubles éclatent dans l’empire Tang, obligeant l’empereur chinois Suzong à demander l’aide de Bayan-chor khan en 756. Il consentit à participer à la répression de plusieurs soulèvements, à repousser une incursion tibétaine, à arrêter des insurgés et à conquérir les deux capitales, l’une à l’ouest de Chang'An et l’autre à l’est de Luoyang. En récompense, les Chinois versent un tribut aux Ouïghours en 757 sous la forme de 20 000 rouleaux de soie. De plus, le khan gagna la main de la fille de l’empereur chinois, la princesse Ninguo, tandis que sa fille, la princesse Pijia, épousa Li Chengcai, prince de Dunhuang, le fils de Li Shouli, Prince de Bin.
Les Ouïghours, qui avaient aidé les Tang à combattre la rébellion et à éloigner les rebelles de la capitale, établirent leur contrôle sur la partie nord du bassin du Tarim. Alors que Bögü khagan (759-780) séjournait dans la capitale Tang en 762, il fut converti au manichéisme par des Sogdiens qui y vivaient. Le manichéisme devint la religion officielle des Ouïghours, avec construction de temples à partir de 771.
Bögü khagan est renversé et tué, et le nouveau khagan, Alp Qutlugh Bilge (779-789), persécute les manichéens. Ses successeurs restaurent le manichéisme à son statut antérieur.
Au Turkestan oriental, la période coïncide avec une offensive majeure contre le Tibet, où le bouddhisme est devenu la religion officielle en 787. Dans les années 780 et 790, les Tibétains ont pris plusieurs villes de la région. Les Ouïghours sont encore en mesure de contre-attaquer, et, en 803, ils reprennent Qocho. En 808, Qutlugh meurt, son fils, Pao-i (zh), lui succède. La même année, les Ouïghours prennent la préfecture de Liang (dans l'actuel Gansu) aux Tibétains. La lutte pour les villes du bassin du Tarim entre les Tibétains, les Chinois et les Ouïghours se poursuit jusqu'aux années 820, date à laquelle le khaganat voit son apogée. En 822-823, le Tibet fait la paix avec la Chine et avec les Ouïghours. Mais la situation du khaganat ouïghour se détériore rapidement.
En 840, les Ouïghours sont vaincus par les Kirghizes qui s'emparent de leur capitale et y fondent ce que l'on appelle le khaganat kirghize du Ienisseï (840 – 925). Les Ouïgours quittent leur territoire pour s'établir dans ce qui est l'actuel Xinjiang, dans la région de Tourfan, un autre groupe s'installe dans le Gansu occidental on les appelle, les Ouïgours de Ganzhou (甘州回鹘) ou les Ouïgours de Hexi (河西回鹘).
Le dzud de 839-840 pourrait être l'élément déclencheur de ce rapide déclin.

## Culture

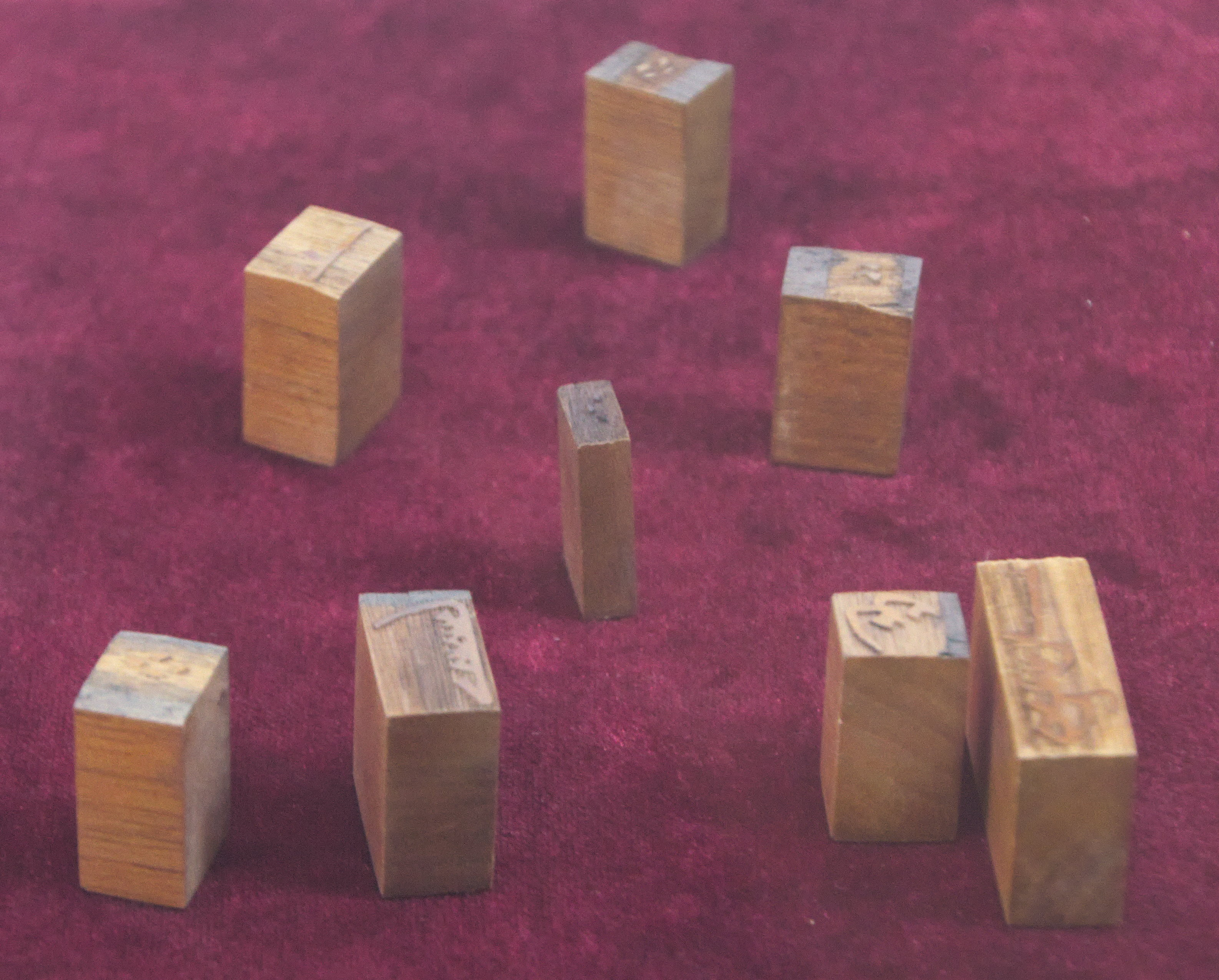
Caractères mobiles en bois ouïghours datant des environs des, après la fin du khanat et la migration vers les régions chinoises

Les Ouïgours formaient à l'origine une confédération de 9 tribus, la Toquz Oghuz. Ils ont conservé des traditions de leur origine nomade : leur capitale a d'abord été un camp circulaire de tentes entourant celle du souverain, en soie dorée, et qui pouvait contenir cent personnes. Leur territoire était protégé par un réseau de fortins en terre ou en briques, de surface variable (0,6  à   18 hectares). Outre leurs fonctions militaires, ils servaient aussi de centres administratifs, commerciaux, agricoles ou artisanaux.
L'armée ouïgoure comptait autant de fantassins que de cavaliers, dont des archers à cheval. Des cavalières armées d'arc servaient de garde d'honneur, sans que l'on sache si elles servaient uniquement pour la parade ou aussi pour le combat.
Des statues de pierre représentent des personnages masculins tenant une coupe à deux mains. Les Ouïgours écrivaient leur langue, et cette tradition littéraire, conservée jusqu'au XIIIe siècle, a eu une grande influence sur les Mongols. Le mongol bitchig, écriture adoptée par Gengis Khan pour la langue mongole, est dérivé de l'alphabet ouïghour par Tata Tonga.